# Pandemia de COVID-19 en Bielorrusia
La Pandemia de COVID-19 en Bielorrusia inició el 28 de febrero de 2020.
Al día 26 de febrero de 2022 se habían reportado 913,333 casos confirmados, 6,454 fallecidos y 901,068 casos recuperados.

## Evolución
El 28 de febrero de 2020, el gobierno bielorruso confirmó el primer caso de COVID-19 en el país. Un día antes, un estudiante de Irán dio positivo y fue enviado a un hospital en Minsk. El individuo había llegado a Bielorrusia en un vuelo desde Bakú, capital de Azerbaiyán, el 22 de febrero.
El 3 de marzo, 3 nuevos casos fueron confirmados. El 4 de marzo, el Ministerio de Salud confirmó un total de 6 casos de la enfermedad, de los cuales 4 eran de Minsk y dos casos de Vitebsk.
El 13 de marzo, los casos confirmados ascendían a 27, en las localidades de Grodno, Gomei, Minsk, Vitebsk y Minsk Oblast, incluyendo 5 estudiantes de la Facultad de Relaciones Internacionales de la Universidad Estatal de la Bielorrusia. Tres pacientes recibieron el alta del hospital.
El 16 de marzo, el Ministerio de Salud informó que el número de infectados había subido a 36. El 17 de marzo, no hubo ninguna información, pero el 18 de marzo ascendían a 51 los casos confirmados, incluyendo 5 recuperaciones y 37 nuevos casos asintomáticos.

## Controversias
El presidente bielorruso, Aleksandr Lukashenko, negacionista de la pandemia de Covid-19, dio un discurso en el cual dijo que la enfermedad no era nada grave, que podría ser curada con vodka, sauna y trabajo en el campo.
Grandes eventos como fútbol y hockey sobre hielo continúan con su agenda normal en el país; Lukashenko llegó a decir que jugar al hockey protegía contra el virus. «Es mejor morir de pie que vivir de rodillas! No hay virus en el hielo. Esto es un frigorífico. Yo llevo la misma vida de siempre; ayer mismo tuve una sesión de entrenamiento con mi equipo. Nos encontramos, nos apretamos las manos, nos abrazamos unos con otros».
El gobierno bielorruso tampoco canceló las elecciones presidenciales previstas para el 9 de agosto, y en respuesta sectores de la oposición optaron por no participar de ellas.

Número de casos (azul) y número de fallecidos (rojo) en una escala logarítmica

## Impacto económico
El 30 de marzo de 2020, Bielorrusia y el Fondo Monetario Internacional (FMI) iniciaron negociaciones sobre un préstamo de 900 millones de dólares destinado a compensar las pérdidas económicas provocadas por la pandemia de COVID-19. El 19 de junio de 2020, Alexander Lukashenko afirmó que el FMI exigía la imposición de medidas de bloqueo como condición para los préstamos, pero Minsk rechazó las demandas. El 10 de septiembre, se denegó el préstamo a Bielorrusia debido a «importantes desacuerdos sobre las medidas de reacción ante las dificultades actuales».
Según datos del Banco Nacional de Bielorrusia, la inflación en marzo se aceleró y alcanzó el 4,9 por ciento, un 0,85 % más que en febrero.
En 2020, Bielorrusia fue el único país de Europa cuya liga de fútbol continuó jugando según lo previsto a finales de marzo en medio de la pandemia. En la mayoría de los países del mundo, se cancelaron los deportes para mitigar la propagación del virus. Los economistas James Reade, Dominik Schreyer y Carl Singleton observan que la demanda de asistencia a los estadios en Bielorrusia disminuyó significativamente en el período inicial de máxima incertidumbre. Sorprendentemente, la demanda de asistencia a los estadios se recuperó lentamente, a pesar del riesgo inherente y continuo que supone para las personas asistir a un partido.
El 10 de abril de 2020, la Agencia de los Estados Unidos para el Desarrollo Internacional (USAID) emitió una ayuda financiera de 1,3 millones de dólares a Bielorrusia para ayudar a contrarrestar la pandemia de COVID-19.
El 25 de abril de 2020, se informó que se había llegado a un acuerdo sobre un préstamo de 90 millones de euros entre Bielorrusia y el Banco Internacional de Reconstrucción y Fomento (BIRF). El 23 de julio, el acuerdo fue aprobado mediante decreto presidencial n.º 292.
Según las declaraciones del 27 de abril de 2020 de Dmitry Krutoy, primer vice primer ministro de Bielorrusia, se planeaba utilizar un total de entre 2000 y 2500 millones de dólares en préstamos externos como apoyo a la economía bielorrusa: «Hablando de negociaciones con el FMI, nuestra cuota El Banco Mundial, unos 300 millones de dólares, el Banco Europeo de Inversiones, también unos 300 millones de dólares, es decir, en total podremos atraer de nuestros acreedores entre 2000 y 2500 millones de dólares. números». Según Krutoy, el apoyo al sistema sanitario y las medidas contra el desempleo fueron el principal objetivo del gobierno bielorruso en medio de la crisis pandémica.

## Estadísticas

### Gráficos

#### Progreso diario de los casos
Nota: la data de las pruebas por día está redondeada al siguiente número entero.